# فهرست پرفروش‌ترین کتاب‌های تاریخ
کیدر این مقاله فهرست‌های «پرفروش‌ترین کتاب‌های تک جلد و مجموعه کتاب»، به روز و در تمامی زبان‌ها آورده شده‌است. منظور از «پرفروش» رقم تخمینی تعداد نسخه‌های فروخته شده از تیراژ کتاب است و نه تعداد کتاب چاپ شده و موجود. کتاب‌های کمک آموزشی در این فهرست آورده نشده‌اند. کتاب‌ها براساس بیشترین تعداد فروش تخمینی و بر پایهٔ منابع قابل اعتماد و مستقل دسته‌بندی شده‌اند.
کتاب‌های دینی، مخصوصاً قرآن و انجیل، احتمالاً پرتیراژترین کتاب‌های چاپ شده هستند اما پیدا کردن آمار قابل اعتماد برای تعداد فروش آن‌ها تقریباً غیرممکن است. تعداد چاپ‌های بسیاری از این کتاب‌ها گمشده یا توسط ناشران مستقل یا ناموثق به چاپ رسیده‌اند و همین‌طور بسیاری از نسخه‌های قرآن و انجیل چاپ شده به جای فروش، رایگان در اختیار مردم قرار داده شده‌است. به همین ترتیب بسیاری از کتاب‌های سیاسی از جمله نقل‌قول‌هایی از رئیس مائو تسه‌تونگ معروف به "کتاب سرخ کوچک" از مائو تسه‌تونگ و نبرد من از آدولف هیتلر. به همین خاطر نمی‌توان حدس زد که تعداد چاپ این‌گونه کتاب‌ها و همچین تعداد فروش آن‌ها چقدر بوده‌است. به این دلایل، این کتاب‌ها از فهرست زیر حذف شده‌اند.

## فهرست پرفروش‌ترین کتاب‌های تک جلدی

### بیش از ۱۰۰ میلیون نسخه
| کتاب                     | نویسنده(ها)           | زبان اصلی | نخستین چاپ | فروش تقریبی  | ژانر          |
| ------------------------ | --------------------- | --------- | ---------- | ------------ | ------------- |
| داستان دو شهر            | چارلز دیکنز           | انگلیسی   | 1859       | ۲۰۰ میلیون   | افسانه تاریخی |
| شازده کوچولو             | آنتوان دو سنت-اگزوپری | فرانسوی   | ۱۹۴۳       | ۲۰۰ میلیون   | رمان کوتاه    |
| کیمیاگر                  | پائولو کوئیلو         | انگلیسی   | ۱۹۳۷       | ۱۵۰ میلیون   | فانتزی        |
| هابیت                    | جی. آر. آر. تالکین    | انگلیسی   | ۱۹۳۷       | ۱۴۰٫۶ میلیون | فانتزی        |
| هری پاتر و سنگ جادو      | جی. کی. رولینگ        | انگلیسی   | ۱۹۹۷       | ۱۲۰ میلیون   | فانتزی        |
| رؤیای تالار سرخ          | سائو شچین             | چینی      | سدهٔ ۱۸     | ۱۰۰ میلیون   | Family saga   |
| سپس هیچ‌کدام باقی نماندند | آگاتا کریستی          | انگلیسی   | ۱۹۳۹       | ۱۰۰ میلیون   | داستان معمایی |

### بین ۵۰ و ۱۰۰ میلیون نسخه
| کتاب                                         | نویسنده(ها)                              | زبان اصلی     | نخستین چاپ | فروش تقریبی  | ژانر                         |
| -------------------------------------------- | ---------------------------------------- | ------------- | ---------- | ------------ | ---------------------------- |
| شیر، کمد و جادوگر                            | سی. اس. لوئیس                            | انگلیسی       | ۱۹۵۰       | ۸۵ میلیون    | فانتزی                       |
| او: تاریخ یک ماجراجویی                       | اچ. رایدر هگرد                           | انگلیسی       | ۱۸۸۷       | ۸۳ میلیون    | ماجراجویی                    |
| ماجراهای پینوکیو                             | کارلو کلودی                              | ایتالیایی     | ۱۸۸۱       | ۳۵–۸۰ میلیون | فانتزی                       |
| رمز داوینچی                                  | دن براون                                 | انگلیسی       | ۲۰۰۳       | ۸۰ میلیون    | معمایی دلهره‌آور              |
| هری پاتر و تالار اسرار                       | جی. کی. رولینگ                           | انگلیسی       | ۱۹۹۸       | ۷۷ میلیون    | فانتزی                       |
| هری پاتر و زندانی آزکابان                    | جی. کی. رولینگ                           | انگلیسی       | ۱۹۹۹       | ۶۵ میلیون    | فانتزی                       |
| هری پاتر و جام آتش                           | جی. کی. رولینگ                           | انگلیسی       | ۲۰۰۰       | ۶۵ میلیون    | فانتزی                       |
| هری پاتر و محفل ققنوس                        | جی. کی. رولینگ                           | انگلیسی       | ۲۰۰۳       | ۶۵ میلیون    | فانتزی                       |
| هری پاتر و شاهزاده دورگه                     | جی. کی. رولینگ                           | انگلیسی       | ۲۰۰۵       | ۶۵ میلیون    | فانتزی                       |
| هری پاتر و یادگاران مرگ                      | جی. کی. رولینگ                           | انگلیسی       | ۲۰۰۷       | ۶۵ میلیون    | فانتزی                       |
| کیمیاگر                                      | پائولو کوئلیو                            | پرتغالی       | ۱۹۸۸       | ۶۵ میلیون    | فانتزی                       |
| ناطور دشت                                    | جی. دی. سالینجر                          | انگلیسی       | ۱۹۵۱       | ۶۵ میلیون    | بلوغ                         |
| پل‌های مدیسون کانتی                           | رابرت جیمز والر                          | انگلیسی       | ۱۹۹۲       | ۶۰ میلیون    | عاشقانه                      |
| بن هور: قصه‌ای از مسیح                        | لو والاس                                 | انگلیسی       | ۱۸۸۰       | ۵۰ میلیون    | تاریخی                       |
| شفای زندگی                                   | لوییز هی                                 | انگلیسی       | ۱۹۸۴       | ۵۰ میلیون    | خودیاری                      |
| صد سال تنهایی                                | گابریل گارسیا مارکز                      | اسپانیایی     | ۱۹۶۷       | ۵۰ میلیون    | واقع‌گرایی جادویی             |
| لولیتا                                       | ولادیمیر نابوکوف                         | انگلیسی       | ۱۹۵۵       | ۵۰ میلیون    | عمومی                        |
| هایدی                                        | یوهانا اشپیری                            | آلمانی سوئیسی | ۱۸۸۰       | ۵۰ میلیون    | ادبیات داستانی کودکان        |
| The Common Sense Book of Baby and Child Care | بنیامین اسپاک                            | انگلیسی       | ۱۹۴۶       | ۵۰ میلیون    | نظام‌نامه                     |
| آن در گرین گیبلز                             | لوسی ماد مونتگومری                       | انگلیسی       | ۱۹۰۸       | ۵۰ میلیون    | عمومی                        |
| زیبای سیاه                                   | آنا سیول                                 | انگلیسی       | ۱۸۷۷       | ۵۰ میلیون    | ادبیات داستانی کودکان        |
| نام گل سرخ                                   | اومبرتو اکو                              | ایتانیایی     | ۱۹۸۰       | ۵۰ میلیون    | داستان تاریخی، داستان معمایی |
| The Eagle Has Landed                         | جک هیگینز                                | انگلیسی       | ۱۹۷۵       | ۵۰ میلیون    | جنگ، دلهره‌آور                |
| Watership Down                               | ریچارد آدامز                             | انگلیسی       | ۱۹۷۲       | ۵۰ میلیون    | فانتزی                       |
| The Hite Report                              | Shere Hite                               | انگلیسی       | ۱۹۷۶       | ۵۰ میلیون    | سکس‌شناسی                     |
| تار شارلوت                                   | ئی.بی. وایت؛ مصورشده توسط Garth Williams | انگلیسی       | ۱۹۵۲       | ۵۰ میلیون    | ادبیات داستانی کودکان        |
| The Ginger Man                               | J. P. Donleavy                           | انگلیسی       | ۱۹۵۵       | ۵۰ میلیون    |                              |